# Monomorium pergandei
Monomorium pergandei é uma espécie de insecto da família Formicidae.
É endémica dos Estados Unidos da América.

## Comportamento
A M. pergandei só é conhecida por ter sido encontrada, no século XIX, num formigueiro da espécie Monomorium minimum e não foram identificadas obreiras, apenas rainhas e machos, pelo que se presume que se trata de uma espécie parasita e sem obreiras. No entanto, quando a colónia em questão foi levada para o laboratório, a dada altura as fêmeas de M. pergandei atacaram e mataram alguns machos de M. minimum, comportamento invulgar no caso de duas espécies que coexistem no mesmo formigueiro (mas poderá ser explicado se na recolha tiverem sido misturados indivíduos de colónias diferentes, e os machos de M. minimum não fossem da mesma colónia que as fêmeas de M. pergandei e as obreiras de M. minum). Não houve mais observações da espécie, que poderá estar extinta.